# Contea di Adams (Mississippi)
La contea di Adams (in inglese Adams County) è una contea dello Stato del Mississippi, negli Stati Uniti. La popolazione al censimento del 2000 era di 34 558 abitanti. Il capoluogo di contea è Natchez.